# Франк Рибери
Франк Била́л Рибери́ (на френски: Franck Bilal Ribéry) е бивш френски футболист. Роден е на 7 април 1983 година в Булон сюр Мер, Франция.

## Състезателна кариера
Първите си стъпки прави във футболната академия на Лил, но на 16 години е изхвърлен поради лоша дисциплина. След като прекарва първите четири години от кариерата си в Родината си, с четири различни клуба, през януари 2005 г. заминава за Турция и подписва договор за три и половина години с Галатасарай. Още същата година печели Купата на Турция, като вкарва победния гол в полуфинала и добавя гол и асистенция на финала за разгромното 5:1 над кръвния враг Фенербахче. След едва 4 месечен престой и 14 изиграни срещи, френският национал прекратява едностранно договора си с турския гранд и напуска поради забавяне на плащанията. На 25 април 2007 г. Галатасарай подават жалба до Спортния съд в Лозана, но тя е отхвърлена с мотив, че клубът няма основания. Галатасарай сезират и ФИФА, като този път отправят иск за обезщетение от Олимпик Марсилия на стойност € 10 милиона. През юли 2005 година ФИФА се произнася в полза на Рибери.
Франк Рибери записва 68 мача с екипа на Олимпик Марсилия, в които отбелязва 14 гола. В края на сезон 2006 – 2007 печели сребърните медали в Лига 1 на Франция след шампиона Олимпик Лион.
На 7 юни 2007 г. Байерн Мюнхен, подписва 4-годишен договор с Рибери на стойност € 25 милиона. Остава 3-ти на церемонията за „Златната топка“ за 2013 година след Кристиано Роналдо и Лионел Меси.

### Предишни отбори
- Conti Boulogne (1996)
- Лил (1996 – 99)
- US Boulogne-sur-Mer (1999 – 2002)
- Олимпик Алес (2002 – 03)
- Стейд Брестоис (2003 – 04)
- Метц (2004 – 05)
- Галатасарай (2005)
- Олимпик Марсилия (2005 – 07)

## Национален отбор
На 27 май 2006 г. Рибери прави дебют с екипа на Франция за победата с 1:0 над Мексико. Взима участие на Световно първенство по футбол 2006, където вкарва един гол. Играе на финала срещу Италия, а в допълнителното време пропуска да донесе титлата за своя отбор. На 26 март 2008 вкарва единствения гол при победата на Франция над Англия.
На 17 юни 2008 г., по време на мача от груповата фаза на Евро 2008 срещу Италия (0:2), Рибери получава травма в левия глезен и два дни по-късно претърпява успешна операция в Мюнхен.

## Отличия

### Отборни
- Галатасарай
  - Купата на Турция – 2005
- Олимпик Марсилия
  - Купа Интертото – 2005
- Байерн Мюнхен
  - Купа на Лигата – 2007
  - Купа на Германия – 2007/08, 2009/10, 2012/13, 2013/14, 2015/16
  - Бундеслига – 2007/08, 2009/10, 2012/13, 2013/14, 2014/15, 2015/16, 2016/17, 2017/18, 2018/19
  - Шампионска лига: 2012/13
  - Суперкупа на Германия: 2012, 2016, 2017, 2018
  - Суперкупа на Европа: 2013
  - Световно клубно първенство: 2013
- Франция
  - Световно първенство по футбол 2006
    - Вицешампион

### Индивидуални
- Футболист на годината във Франция – 2007, 2013
- Най-добър футболист в Бундеслигата – Сезон 2007 – 08, 2012 – 13
- Най-добър футболист в Европа според UEFA – Сезон 2012/2013
- Най-добър играч на Световното клубно първенство в Мароко: 2013

## Личен живот
Има двама братя Франсоа и Стефан, и сестра Людвил. Всички те също играят футбол.
Съпругата му Вахиба е от Алжир. С нея имат две дъщери (Хизия и Шахинез) и един син, който се ражда през септември 2011. Заради семейството си и в името на любовта Франк приема исляма и получава религиозното име Билал.

## Премеждия и скандали
Едва 2-годишен преживява тежка автомобилна катастрофа. Разминава се само на косъм от смъртта. Оттогава е и зловещият му белег на лицето, заради който често става обект на подигравки. Противниковите играчи го наричат „Квазимодо“, а в Турция му лепват прякора „Белязаното лице“. След инцидент в дискотека при който Рибери разбива главата на младеж, президентът на Метц оттегля предложението си за нов договор и Франк е продададен на турския Галатасарай.
| „                                                    | Казвал съм му много пъти, че най-големият му проблем е, че не може да си сдържа нервите. По време на тренировка често го наказвах да стои зад вратата и да гони топките, защото е свършил поредната беля. Той е като бомба със закъснител. Рядко човек можеше да излезе на глава с него. Въпреки това му прощавахме повече, отколкото на други деца, защото знаехме какъв талант е. Знаехме много добре, че ако го изгоним, няма да имаме отбор | “ |
| бившият му треньор в академията на Лил Жозе Перейра. | |   |